# آسیل‌اوره

ساختار عمومی آسیل‌اوره ها

آسیل‌اوره یا ان-آسیل‌اوره یا اوره‌اید رده‌ای از ترکیب‌های شیمیایی اند که قبلاً از آسیلاسیون اوره بدست می‌آمدند.

## کاربرد

### حشره‌کش
یک زیررده از اکریل‌اوره‌ها با نام بنزویل‌اوره شناخته می‌شوند که به عنوان حشره‌کش کاربرد دارند.

### ضدتشنج و آرام بخش
گروه عاملی آسیل‌اوره در برخی داروها مانند داروهای ضدتشنج و داروهای آرام بخش مانند کاربامول کاربرد دارند. از آنجایی که باربیتورات‌ها در اصل اورهٔ حلقوی اند، این داروها از نظر مکانیسم به آنها مرتبط اند. فنیل‌اوره‌ایدها با هیدانتوئین‌ها نیز رابطهٔ نزدیکی دارند مانند فنی توئین و می‌توانند به عنوان آنالوگ‌های با حلقهٔ باز آنها در نظر گرفته شوند.

## دی‌اوره‌ایدها
یک دی‌اوره‌اید یک مادهٔ کمپلکس نیتروژنی است که دو مولکول یا رادیکال اوره دارد مانند اسید اوریک و النتوین.